# Campionato europeo maschile under 20 di pallavolo 2000
Il campionato europeo juniores di pallavolo maschile 2000 si è svolto dal 22 al 30 agosto 2000 a Catania, in Italia. Al torneo hanno partecipato 12 squadre nazionali europee e la vittoria finale è andata per la terza volta, la seconda consecutiva, alla Russia.

## Qualificazioni
Hanno partecipato al campionato europeo juniores la nazionale del paese ospitante, le prime tre squadre classificate al campionato europeo juniores 1998 e otto squadre provenienti dai gironi di qualificazioni.

## Regolamento
Le dodici sono state divise in due gironi: al termine della prima fase, le prime due classificate di ogni girone hanno acceduto alle semifinali per il primo posto, la terza e la quarta classificata di ogni girone hanno acceduto alle semifinali per il quinto posto, mentre le ultime classificate di ogni girone hanno acceduto alle semifinali per il nono posto.

## Gironi
| Girone A                                           | Girone B                                            |
| -------------------------------------------------- | --------------------------------------------------- |
| Francia Italia Paesi Bassi Slovenia Spagna Ucraina | Germania Grecia Jugoslavia Polonia Rep. Ceca Russia |

## Fase finale

### Finali 1º e 3º posto
|  | Semifinali | Semifinali | Semifinali |        |        | Finale 1º/2º posto | Finale 1º/2º posto | Finale 1º/2º posto |  |
|  |            |            |            |        |        |                    |                    |                    |  |
|  | Italia     | Italia     | 3          |        |        |                    |                    |                    |  |
|  | Italia     | Italia     | 3          |        |        |                    |                    |                    |  |
|  | Jugoslavia | Jugoslavia | 1          |        |        |                    |                    |                    |  |
|  | Jugoslavia | Jugoslavia | 1          |        | Italia | Italia             | 2                  |                    |  |
|  |            |            |            |        | Italia | Italia             | 2                  |                    |  |
|  |            |            | Russia     | Russia | 3      |                    |                    |                    |  |
|  | Francia    | Francia    | Russia     | Russia | 3      | 0                  |                    |                    |  |
|  | Francia    | Francia    |            |        |        | 0                  |                    |                    |  |
|  | Russia     | Russia     | 3          |        |        | Finale 3º/4º posto | Finale 3º/4º posto | Finale 3º/4º posto |  |
|  | Russia     | Russia     | 3          |        |        |                    |                    |                    |  |
|  |            |            |            |        |        |                    |                    |                    |  |
|  |            |            |            |        |        | Jugoslavia         | Jugoslavia         | 0                  |  |
|  |            |            |            |        |        | Jugoslavia         | Jugoslavia         | 0                  |  |
|  |            |            |            |        |        | Francia            | Francia            | 3                  |  |

### Finali 5º e 7º posto
|  | Semifinali  | Semifinali  | Semifinali |         |         | Finale 5º/6º posto | Finale 5º/6º posto | Finale 5º/6º posto |  |
|  |             |             |            |         |         |                    |                    |                    |  |
|  | Ucraina     | Ucraina     | 3          |         |         |                    |                    |                    |  |
|  | Ucraina     | Ucraina     | 3          |         |         |                    |                    |                    |  |
|  | Rep. Ceca   | Rep. Ceca   | 1          |         |         |                    |                    |                    |  |
|  | Rep. Ceca   | Rep. Ceca   | 1          |         | Ucraina | Ucraina            | 1                  |                    |  |
|  |             |             |            |         | Ucraina | Ucraina            | 1                  |                    |  |
|  |             |             | Polonia    | Polonia | 3       |                    |                    |                    |  |
|  | Paesi Bassi | Paesi Bassi | Polonia    | Polonia | 3       | 0                  |                    |                    |  |
|  | Paesi Bassi | Paesi Bassi |            |         |         | 0                  |                    |                    |  |
|  | Polonia     | Polonia     | 3          |         |         | Finale 7º/8º posto | Finale 7º/8º posto | Finale 7º/8º posto |  |
|  | Polonia     | Polonia     | 3          |         |         |                    |                    |                    |  |
|  |             |             |            |         |         |                    |                    |                    |  |
|  |             |             |            |         |         | Rep. Ceca          | Rep. Ceca          | 3                  |  |
|  |             |             |            |         |         | Rep. Ceca          | Rep. Ceca          | 3                  |  |
|  |             |             |            |         |         | Paesi Bassi        | Paesi Bassi        | 1                  |  |

### Finali 9º e 11º posto
|  | Semifinali | Semifinali | Semifinali |        |          | Finale 9º/10º posto  | Finale 9º/10º posto  | Finale 9º/10º posto  |  |
|  |            |            |            |        |          |                      |                      |                      |  |
|  | Spagna     | Spagna     | 2          |        |          |                      |                      |                      |  |
|  | Spagna     | Spagna     | 2          |        |          |                      |                      |                      |  |
|  | Germania   | Germania   | 3          |        |          |                      |                      |                      |  |
|  | Germania   | Germania   | 3          |        | Germania | Germania             | 3                    |                      |  |
|  |            |            |            |        | Germania | Germania             | 3                    |                      |  |
|  |            |            | Grecia     | Grecia | 1        |                      |                      |                      |  |
|  | Slovenia   | Slovenia   | Grecia     | Grecia | 1        | 1                    |                      |                      |  |
|  | Slovenia   | Slovenia   |            |        |          | 1                    |                      |                      |  |
|  | Grecia     | Grecia     | 3          |        |          | Finale 11º/12º posto | Finale 11º/12º posto | Finale 11º/12º posto |  |
|  | Grecia     | Grecia     | 3          |        |          |                      |                      |                      |  |
|  |            |            |            |        |          |                      |                      |                      |  |
|  |            |            |            |        |          | Spagna               | Spagna               | 3                    |  |
|  |            |            |            |        |          | Spagna               | Spagna               | 3                    |  |
|  |            |            |            |        |          | Slovenia             | Slovenia             | 1                    |  |

## Podio

### Terzo posto
Formazione: 1 Julien Anton, 2 Jérémie Matter, 4 Denis Sammier, 5 Vincent Duhagon, 6 Jérôme Corda, 7 Ludovic Castard, 9 Guillaume Samica, 10 Andy Ces, 11 Bertrand Carletti, 13 Xavier Kapfer, 14 Philippe Tuccelli, 15 Pierre-Emmanuel Ettori, 17 Florian Kilama, CT: Éric Daniel

## Classifica finale
| Classifica | Squadre     | Qualificazione                   |
| ---------- | ----------- | -------------------------------- |
| Oro        | Russia      | Campionato europeo juniores 2002 |
| Argento    | Italia      | Campionato europeo juniores 2002 |
| Bronzo     | Francia     | Campionato europeo juniores 2002 |
| 4          | Jugoslavia  |                                  |
| 5          | Polonia     |                                  |
| 6          | Ucraina     |                                  |
| 7          | Rep. Ceca   |                                  |
| 8          | Paesi Bassi |                                  |
| 9          | Germania    |                                  |
| 10         | Grecia      |                                  |
| 11         | Spagna      |                                  |
| 12         | Slovenia    |                                  |